# Кокушник ароматнейший
Кокушник ароматнейший (лат. Gymnadenia odoratissima)  — вид травянистых растений рода Кокушник (Gymnadenia) семейства Орхидные (Orchidaceae).

## Ботаническое описание

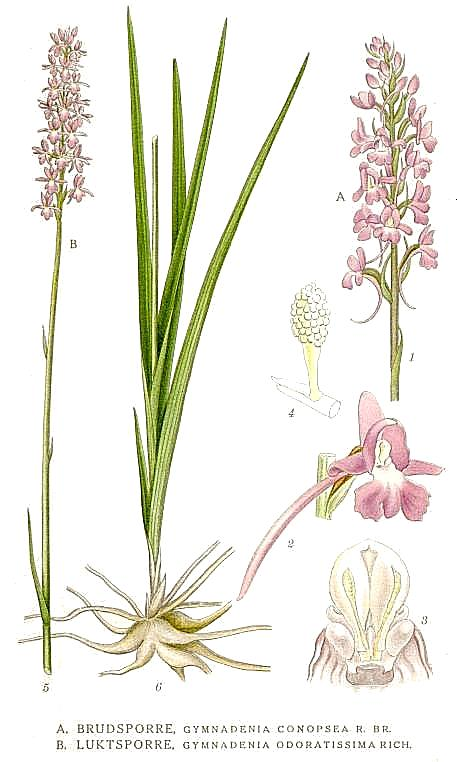

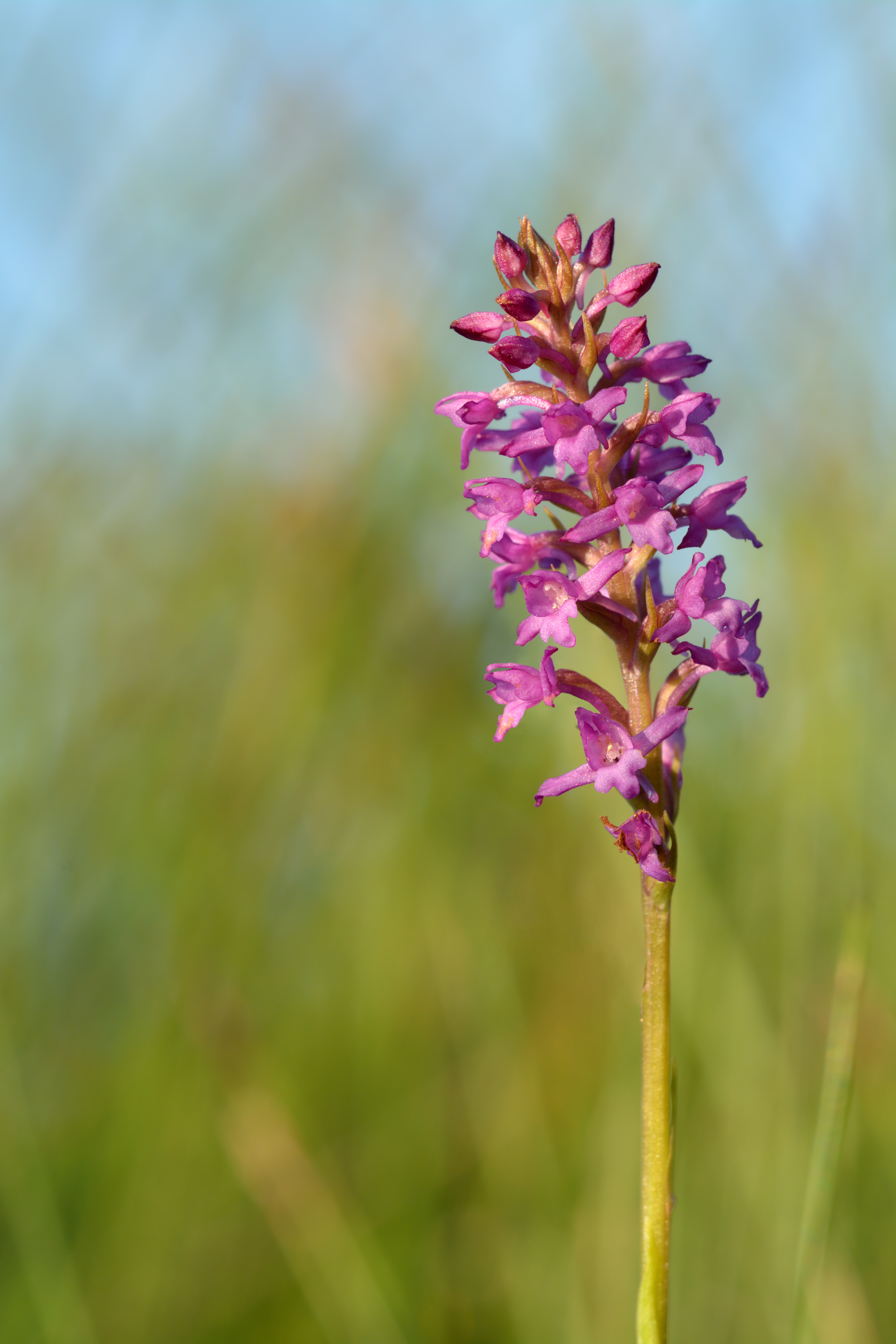
Соцветие

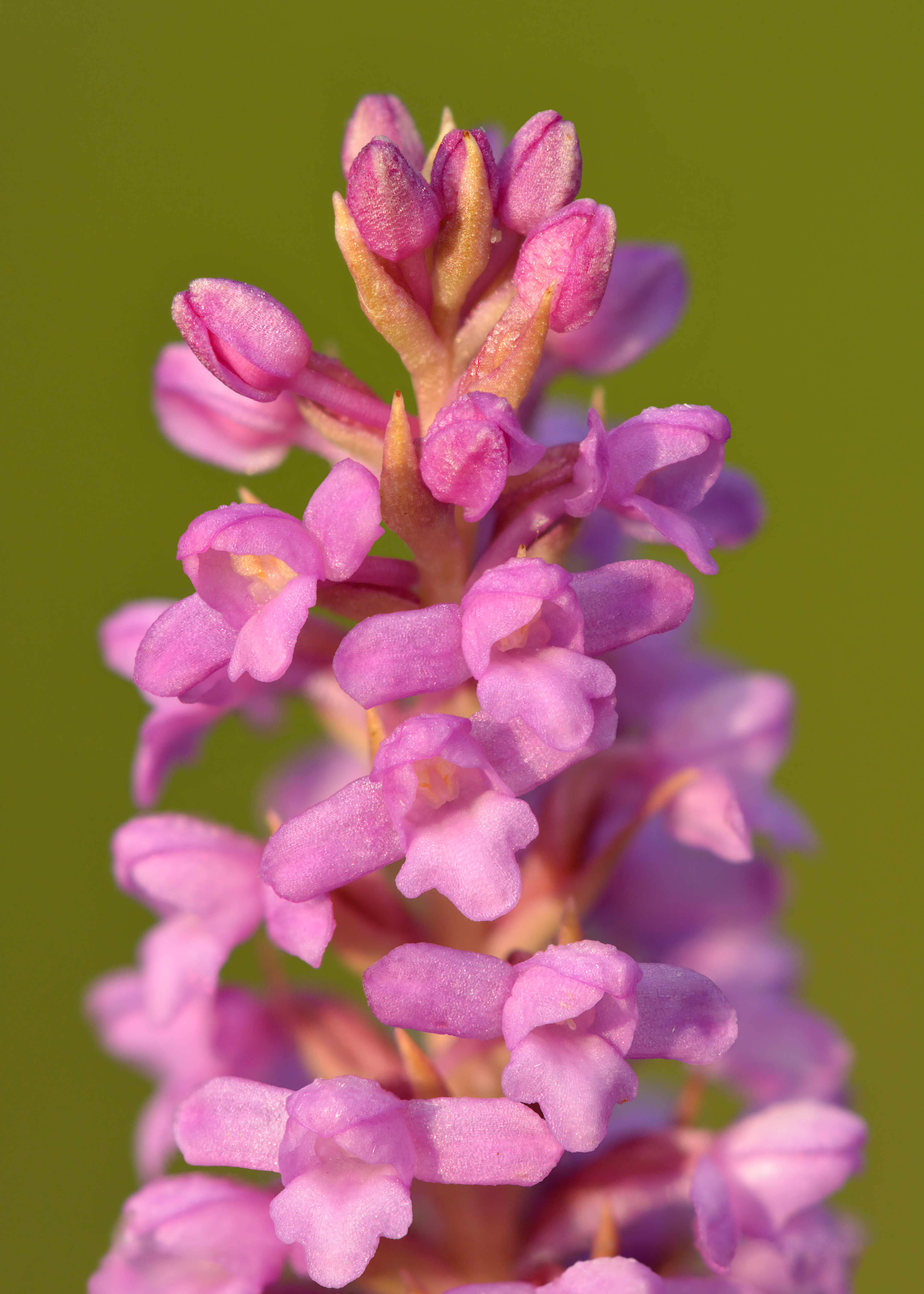
Цветки

Многолетнее травянистое растение высотой до 40 см, образующее микоризу. Клубень пальчатораздельный. В основании стебля находятся два чешуевидных листа. Листья острые, узколинейной или ланцетной формы.
Первое цветение наступает на пятом — седьмом году жизни. Соцветие  — узкий цилиндрический колос 6—15 см длиной. Цветки мелкие, розовато-лиловые либо пурпурные, с запахом ванили. Листочки околоцветника длиной 3 мм. Шпорец тупой, цилиндрический, равен завязи или немного короче её. Цветёт в июне — июле, плодоносит в августе — сентябре. Опыляется преимущественно чешуекрылыми.
Плод  — удлинённая коробочка. Семена прорастают без периода покоя и могут сохранять всхожесть в течение одного года.

## Распространение и среда обитания
Обитает в Западной и Восточной Европе. В России встречается в европейской части и на Южном Урале.
Облигатный кальцефил. Произрастает на известковых болотах, а также на низкотравных сухих и заболоченных злаково-разнотравных лугах, опушках и полянах разреженных сосновых лесов.

## Охранный статус
Занесён в Красные книги России, Брянской области и Башкортостан. Ранее включался в Красную книгу Владимирской области.
Охраняется в Чехии, Люксембурге, Франции, Германии, Хорватии,
Швеции, Украине и Швейцарии. Занесен во II Приложение СИТЕС.

## Синонимы
По данным The Plant List, вид имеет следующие синонимы:
- Gymnadenia conopsea var. pyrenaica (Philippe) Nyman
- Gymnadenia conopsea subsp. pyrenaica (Philippe) K.Richt.
- Gymnadenia graminea Dworschak
- Gymnadenia heteroglossa (Rchb.f.) E.G.Camus, Bergon & A.Camus
- Gymnadenia odoratissima var. borealis Rchb.f.
- Gymnadenia odoratissima f. borealis (Rchb.f.) Soó
- Gymnadenia odoratissima var. carpathica Simpnk.
- Gymnadenia odoratissima f. carpathica (Simpnk.) Soó
- Gymnadenia odoratissima var. heteroglossa Rchb.f.
- Gymnadenia odoratissima var. idea Goiran
- Gymnadenia odoratissima subsp. longicalcarata C.E.Hermos. & Sabando
- Gymnadenia odoratissima var. pyrenaica (Philippe) P.Delforge
- Gymnadenia odoratissima var. stenostachya Schltr.
- Gymnadenia odoratissima f. stenostachya (Schltr.) Soó
- Gymnadenia odoratissima var. suaveolens (Rchb.f.) Nyman
- Gymnadenia pyrenaica (Philippe) Giraudias
- Gymnadenia rhodopea Formánek
- Gymnadenia suaveolens Rchb.f.
- Habenaria odoratissima (L.) Franch.
- Orchis erubescens Zucc.
- Orchis odoratissima L.
- Orchis pyrenaica Philippe
- Satyrium odoratissimum (L.) Wahlenb.